# Норт-Кроссетт (Арканзас)
Норт-Кроссетт (англ. North Crossett, Arkansas) — статистически обособленная местность, расположенная в округе Ашли (штат Арканзас, США) с населением в 3581 человек по статистическим данным переписи 2000 года.

## География
По данным Бюро переписи населения США статистически обособленная местность Норт-Кроссетт имеет общую площадь в 26,68 квадратных километров, водных ресурсов в черте населённого пункта не имеется.
Статистически обособленная местность Норт-Кроссетт расположена на высоте 46 метров над уровнем моря.

## Демография
По данным переписи населения 2000 года в Норт-Кроссетте проживало 3581 человек, 1045 семей, насчитывалось 1422 домашних хозяйств и 1554 жилых дома. Средняя плотность населения составляла около 134 человек на один квадратный километр. Расовый состав Норт-Кроссетта по данным переписи распределился следующим образом: 87,69 % белых, 10,42 % — чёрных или афроамериканцев, 0,25 % — коренных американцев, 0,20 % — азиатов, 0,14 % — выходцев с тихоокеанских островов, 0,59 % — представителей смешанных рас, 0,73 % — других народностей. Испаноговорящие составили 2,04 % от всех жителей статистически обособленной местности.
Из 1422 домашних хозяйств в 35,2 % — воспитывали детей в возрасте до 18 лет, 57,4 % представляли собой совместно проживающие супружеские пары, в 12,2 % семей женщины проживали без мужей, 26,5 % не имели семей. 23,5 % от общего числа семей на момент переписи жили самостоятельно, при этом 8,9 % составили одинокие пожилые люди в возрасте 65 лет и старше. Средний размер домашнего хозяйства составил 2,52 человек, а средний размер семьи — 2,96 человек.
Население статистически обособленной местности по возрастному диапазону по данным переписи 2000 года распределилось следующим образом: 27,6 % — жители младше 18 лет, 8,8 % — между 18 и 24 годами, 29,6 % — от 25 до 44 лет, 23,1 % — от 45 до 64 лет и 11,0 % — в возрасте 65 лет и старше. Средний возраст жителей составил 33 года. На каждые 100 женщин в Норт-Кроссетте приходилось 93,8 мужчин, при этом на каждые сто женщин 18 лет и старше приходилось 88,5 мужчин также старше 18 лет.
Средний доход на одно домашнее хозяйство в статистически обособленной местности составил 29 734 доллара США, а средний доход на одну семью — 35 682 доллара. При этом мужчины имели средний доход в 34 146 долларов США в год против 17 927 долларов среднегодового дохода у женщин. Доход на душу населения в статистически обособленной местности составил 14 945 долларов в год. 14,1 % от всего числа семей в округе и 18,6 % от всей численности населения находилось на момент переписи населения за чертой бедности, при этом 31,9 % из них были моложе 18 лет и 21,0 % — в возрасте 65 лет и старше.